# Aulophyseter
Aulophyseter és un gènere de catxalot extint del Miocè. Se n'han trobat fòssils en formacions costaneres de Nord-amèrica.